# القاموس الثلاثي
القاموس الثلاثي (بالإنجليزية: Trictionary)‏ عام (1982) هو قاموس من 400 صفحة بثلاث لغات الإنجليزية / الإسبانية / الصينية. وهو يغطي حوالي 3000 كلمة في كل لغة. تم تجميع الكتاب من قبل متطوعين مجهولين، معظمهم من الطلاب الأصغر سنا من مدينة نيويورك الذين كانت لغتهم الأم الإنجليزية، الإسبانية أو الصينية. وقد أجري هذا التجميع، وفقا لما ذكرته صحيفة نيويوركر (10 أيار / مايو 1982) «عن طريق استغلال طاقة أوقات الفراغ لحوالي 150 شابا من الحي» تتراوح أعمارهم بين 10 و 15 عاما، بعد ظهر يوم في الأسبوع على مدى ثلاث سنوات. تم رعاية المشروع من قِبل الصندوق الوطني للعلوم الإنسانية، وتم العمل في فرع ساحة شاثام في مكتبة نيويورك العامة. تم تطوير الفكرة الأصلية من قبل جين شابيرو، معلمة اللغة الإنجليزية كلغة ثانية في المدرسة الثانوية المتوسطة 65، بمساعدة ماري شرباتوسكوي من أرتس ( الموارد الفنية للمعلمين والطلاب ).
فكر توم ماك آرثر، في كتابه عام 1962 للعوالم المرجعية، في المشروع كنموذج مستقبلي لخلق العمل المرجعي: التعاون الجماعي والعمل التطوعي بدون اسم أو مؤلف واحد.